# 栃木県立栃木翔南高等学校
栃木県立栃木翔南高等学校（とちぎけんりつとちぎしょうなんこうとうがっこう）は、栃木県栃木市に所在する公立の高等学校。

## 設置学科
- 普通科
  - 文系
  - 理系

## 概要
生徒数
- 在校生 600名

（各学年・定員200名・平成29年4月現在） 

### 教育課程
平成24年度入学生より高等教育課程の改正に伴い、本校においても教育カリキュラムの変更およびコースの見直しが行われた。
- 1年次
  - 共通　（1～5組）
- 2年次
  - 理系コース（1・2組）
  - 文系コース（3・4・5組）
- 3年次
  - 理系コース（1・2組）
  - 文系コース
    - 文Ⅰ（3組）
    - 文Ⅱ（4・5組）

## 特色
2006年（平成18年）4月1日に栃木県立栃木南高等学校（以下栃木南）、同藤岡高等学校（以下藤岡）を統合して誕生した。統合という形をとっているが、栃木南の校舎を使用している。
国際理解教育を特徴とし、交換留学・国際コースが設置されるなど特色を有している。
文系大学への進学率が高い一方で、理系大学への進学希望者もおり理系コースも用意されている。
クラブ活動も盛んで、1999年（平成11年）の野球部の夏の甲子園出場のほか、弓道・音楽・フェンシング・ウェイトリフティング等の活動が特に盛んである。
校庭が広く陸上部、ラグビー部・サッカー部・野球部の同時練習が可能である。また、6面のテニスコートを持ち、硬式のテニス部が利用している。弓道場・プール・武道場・体育館と600人規模の昼間・単科の学校としては充実した設備を有する。

## 施設
- 南校舎（普通教室棟）
- 北校舎（管理棟）
- 翔学館（セミナー棟）
- 翔武館（武道場）
- 南風寮（寮）
- 屋外プール
- 屋内運動場（第一体育館・第二体育館）

## 学校行事
- 4月 - 入学式
- 6月 - 紫陽祭
- 7月 - 夏期課外
- 9月 - 校内体育大会、翔南1日大学
- 11月 - ふれあい持久走大会
- 12月 - イングリッシュキャンプ
- 1月 - センター試験
- 3月 - 卒業式

## 沿革
栃木県立栃木南高等学校
- 1984年 - 開校。
- 1999年 - 夏の甲子園に出場。
- 2003年 - 創立20周年記念式典。
- 2006年 - 募集停止。

栃木県立藤岡高等学校
- 1975年 - 開校。
- 2004年 - 創立30周年記念式典。
- 2006年 - 募集停止。

栃木県立栃木翔南高等学校
- 2006年 - 栃木南と藤岡の統合により開校。
- 2011年4月 - 定員240名から定員200名に削減。
- 2012年4月 - 教育課程改定（2012年度入学生より）に伴う日課改定。
- 2015年4月 - 創立10周年記念式典挙行

## 舞台になった作品
- 2017年8月 - 栃木市ふるさと大使であるMAGIC OF LiFEの「Answer」の楽曲のMV撮影が行われた。本校職員、生徒もMV撮影に協力し、出演もしている。主に南校舎・渡り廊下・南風寮・校庭にて撮影が行われた。

## 交通・アクセス方法
- JR東日本（両毛線）・東武鉄道（日光線）より約1.0km（徒歩：約15分）
- 栃木市営バス・ふれあいバス市街地循環線・市街地北部循環線・大宮国府線・寺尾線・金崎線・真名子線・部屋線・藤岡線 - とちぎメディカルセンターしもつがより徒歩すぐ

- 栃木市営バス・ふれあいバス藤岡線 - 栃木翔南高校前より徒歩約5分

## 周辺
- 栃木駅
- とりせん　栃木駅南店
- セブンイレブン　栃木駅南店
- ファミリーマート　栃木沼和田店
- 沼和田郵便局
- 栃木地区急患センター　
  - 下都賀郡市医師会病院
- とちぎメディカルセンター　しもつが